# Copa Africana de Naciones Sub-23 de 2015
La Copa Africana de Naciones Sub-23 se realiza cada cuatro años y otorga tres cupos directos para los Juegos Olímpicos. Esta es su 2.ª edición. El campeonato se llevó a cabo en Senegal del 28 de noviembre al 12 de diciembre de 2015. Los finalistas y el tercer puesto participaron en los Juegos Olímpicos de 2016 realizado en Río de Janeiro.
El evento estaba previsto inicialmente que se celebrara en la República Democrática del Congo, sin embargo, la CAF solicitó a Senegal albergar el torneo en su lugar.
El 6 de agosto de 2015, el Comité Ejecutivo de la CAF decidió cambiar el nombre del torneo del Campeonato Sub-23 de la CAF por el de Copa de las Naciones Sub-23 de África, similar a la versión para mayores, la Copa de África de Naciones.

## Equipos participantes
Clasificación para el Campeonato Africano Preolímpico de 2015
| Eliminatorias |
| ------------- |
| Clasificación |

| Selecciones participantes | Selecciones participantes | Selecciones participantes | Selecciones participantes |
| ------------------------- | ------------------------- | ------------------------- | ------------------------- |
| Argelia                   | Malí                      | Senegal                   | Túnez                     |
| Egipto                    | Nigeria                   | Sudáfrica                 | Zambia                    |

## Sedes
| Dakar                         | M'Bour                |
| ----------------------------- | --------------------- |
| Estadio Léopold Sédar Senghor | Estadio Caroline Faye |
| Capacidad: 60.000             | Capacidad: 5.000      |
|                               |                       |

## Árbitros Oficiales
Un total de 10 árbitros centrales y 13 árbitros asistentes fueron seleccionados.
Árbitros
| - Redouane Jiyed - Juste Ephrem Zio - Joshua Bondo - Mehdi Abid Charef - Hudu Munyemana | - Antoine Max Depadoux Effa Essouma - Hamada Nampiandra - Bienvenu Sinko - Malang Diedhiou - Youssef Essrayri |

Árbitros asistentes
| - Jerson dos Santos - Arsenio Marengula - Eldrick Adelaide - Drissa Kamory Niare - Berhe O. Michael - Issa Yaya | - Yahaya Mahamadou - Mark Sonko - Samba Malik - Elmoiz Ali Mohamed Ahmed - Mahmoud Ahmed Abo el Regal - Oliver Safari - Sidike Sidibe |

## Resultados

### Primera fase
El sorteo de la fase final del torneo tuvo lugar el 14 de septiembre de 2015 a las 11:00 (UTC+2), en la sede de la CAF en El Cairo. Los ocho equipos fueron sorteados en dos grupos de cuatro equipos. Para el sorteo, el organizador (Senegal) fue colocado en la posición A1 y el mejor equipo clasificado en los torneos previos (Egipto) fue colocado en la posición B1. Los seis equipos restantes fueron sorteados desde un bombo hasta completar los posiciones restantes en los dos grupos.
Los dos primeros de cada grupo pasan a la siguiente ronda. Los horarios corresponden a la hora local, GMT (UTC±0).

#### Grupo A
| Equipo    | Pts | PJ | PG | PE | PP | GF | GC | Dif |
| --------- | --- | -- | -- | -- | -- | -- | -- | --- |
| Senegal   | 9   | 3  | 3  | 0  | 0  | 6  | 1  | 5   |
| Sudáfrica | 6   | 3  | 2  | 0  | 1  | 5  | 5  | 0   |
| Túnez     | 3   | 3  | 1  | 0  | 2  | 2  | 4  | -2  |
| Zambia    | 0   | 3  | 0  | 0  | 3  | 3  | 6  | -3  |

|  | Clasificado para las semifinales. |

| 28 de noviembre de 2015, 15:00 | Senegal                            | 3:1 (2:1) | Sudáfrica             | Estadio Léopold Sédar Senghor, Dakar |                            |
|                                | Keita 15' (pen.) 20' · S. Sarr 87' | Reporte   | Ntshangase 27' (pen.) | Árbitro(s): Redouane Jiyed           | Árbitro(s): Redouane Jiyed |

| 28 de noviembre de 2015, 18:00 | Zambia       | 1:2 (1:1) | Túnez         | Estadio Léopold Sédar Senghor, Dakar |                              |
|                                | Kampamba 15' | Reporte   | Jouini 3' 83' | Árbitro(s): Juste Ephrem Zio         | Árbitro(s): Juste Ephrem Zio |

| 1 de diciembre de 2015, 15:00 | Sudáfrica                   | 3:2 (0:1) | Zambia                    | Estadio Léopold Sédar Senghor, Dakar |                               |
|                               | Masuku 48' · Motupa 52' 55' | Reporte   | Luchanga 34' · Mutale 84' | Árbitro(s): Mehdi Abid Charef        | Árbitro(s): Mehdi Abid Charef |

| 1 de diciembre de 2015, 18:00 | Túnez | 0:2 (0:1) | Senegal                  | Estadio Léopold Sédar Senghor, Dakar |                            |
|                               |       | Reporte   | Diédhiou 8' · Diallo 84' | Árbitro(s): Bienvenu Sinko           | Árbitro(s): Bienvenu Sinko |

| 4 de diciembre de 2015, 17:00 | Senegal   | 1:0 (1:0) | Zambia | Estadio Léopold Sédar Senghor, Dakar |                          |
|                               | Diallo 3' | Reporte   |        | Árbitro(s): Joshua Bondo             | Árbitro(s): Joshua Bondo |

| 4 de diciembre de 2015, 17:00 | Sudáfrica  | 1:0 (0:0) | Túnez | Estadio Caroline Faye, M'Bour |                               |
|                               | Masuku 85' | Reporte   |       | Árbitro(s): Hamada Nampiandra | Árbitro(s): Hamada Nampiandra |

#### Grupo B
| Equipo  | Pts | PJ | PG | PE | PP | GF | GC | Dif |
| ------- | --- | -- | -- | -- | -- | -- | -- | --- |
| Argelia | 5   | 3  | 1  | 2  | 0  | 3  | 1  | 2   |
| Nigeria | 5   | 3  | 1  | 2  | 0  | 5  | 4  | 1   |
| Malí    | 3   | 3  | 1  | 0  | 2  | 3  | 5  | -2  |
| Egipto  | 2   | 3  | 0  | 2  | 1  | 3  | 4  | -1  |

|  | Clasificado para las semifinales. |

| 29 de noviembre de 2015, 15:00 | Egipto      | 1:1 (0:0) | Argelia    | Estadio Caroline Faye, M'Bour |                             |
|                                | Kahraba 54' | Reporte   | Ferhat 68' | Árbitro(s): Malang Diedhiou   | Árbitro(s): Malang Diedhiou |

| 29 de noviembre de 2015, 18:00 | Malí                          | 2:3 (0:2) | Nigeria                      | Estadio Caroline Faye, M'Bour |                               |
|                                | Niane 55' (pen.) · Diarra 64' | Reporte   | Ajayi 15' 45' · Mohammed 33' | Árbitro(s): Hamada Nampiandra | Árbitro(s): Hamada Nampiandra |

| 2 de diciembre de 2015, 15:00 | Argelia                        | 2:0 (0:0) | Malí | Estadio Caroline Faye, M'Bour |                          |
|                               | Ferhat 72' · Traoré 83' (a.g.) | Reporte   |      | Árbitro(s): Joshua Bondo      | Árbitro(s): Joshua Bondo |

| 2 de diciembre de 2015, 18:00 | Nigeria                     | 2:2 (2:0) | Egipto                          | Estadio Caroline Faye, M'Bour |                          |
|                               | Etebo 21' (pen.) 30' (pen.) | Reporte   | Sobhi 47' · Amaefule 54' (a.g.) | Árbitro(s): Antoine Effa      | Árbitro(s): Antoine Effa |

| 5 de diciembre de 2015, 17:00 | Egipto | 0:1 (0:1) | Malí          | Estadio Caroline Faye, M'Bour |                            |
|                               |        | Reporte   | Coulibaly 18' | Árbitro(s): Hudu Munyemana    | Árbitro(s): Hudu Munyemana |

| 5 de diciembre de 2015, 17:00 | Argelia | 0:0     | Nigeria | Estadio Léopold Sédar Senghor, Dakar |                             |
|                               |         | Reporte |         | Árbitro(s): Malang Diedhiou          | Árbitro(s): Malang Diedhiou |

## Segunda Fase

### Cuadro Final
|  | Semifinales            | Semifinales            |   |                         | Final                   | Final |  |
|  |                        |                        |   |                         |                         |       |  |
|  |                        |                        |   |                         |                         |       |  |
|  | 9 de diciembre - Dakar |                        |   |                         |                         |       |  |
|  | Senegal                | 0                      |   |                         |                         |       |  |
|  | Nigeria                | 1                      |   |                         |                         |       |  |
|  |                        |                        |   |                         |                         |       |  |
|  |                        |                        |   |                         | 12 de diciembre - Dakar |       |  |
|  |                        |                        |   |                         | Nigeria                 | 2     |  |
|  |                        | Argelia                | 1 |                         |                         |       |  |
|  |                        |                        |   |                         |                         |       |  |
|  |                        |                        |   |                         |                         |       |  |
|  |                        |                        |   |                         | Tercer lugar            |       |  |
|  | 9 de diciembre - Dakar | 9 de diciembre - Dakar |   | 12 de diciembre - Dakar | 12 de diciembre - Dakar |       |  |
|  | Argelia                | 2                      |   | Senegal                 | 0 (1)                   |       |  |
|  | Sudáfrica              | 0                      |   |                         | Sudáfrica               | 0 (3) |  |

### Semifinales
| 9 de diciembre de 2015, 15:00 | Senegal | 0:1 (0:0) | Nigeria          | Estadio Léopold Sédar Senghor, Dakar |                            |
|                               |         | Reporte   | Etebo 76' (pen.) | Árbitro(s): Redouane Jiyed           | Árbitro(s): Redouane Jiyed |

| 9 de diciembre de 2015, 18:30 | Argelia                       | 2:0 (1:0) | Sudáfrica | Estadio Léopold Sédar Senghor, Dakar |                              |
|                               | Darfalou 8' · Benkhemassa 49' | Reporte   |           | Árbitro(s): Juste Ephrem Zio         | Árbitro(s): Juste Ephrem Zio |

### Tercer lugar
| 12 de diciembre de 2015, 16:00 | Senegal                          | 0:0 (t. s.)(1:3 p.)        | Sudáfrica                                      | Estadio Léopold Sédar Senghor, Dakar |                            |
|                                |                                  | Reporte                    |                                                | Árbitro(s): Hudu Munyemana           | Árbitro(s): Hudu Munyemana |
|                                |                                  | Tiros desde el punto penal |                                                |                                      |                            |
|                                | Badji · Diaw · I. Sarr · S. Sarr |                            | Motupa · Mngonyama · Masuku · Dolly · Mahlambi |                                      |                            |

### Final
| 12 de diciembre de 2015, 19:00 | Nigeria              | 2:1 (2:0) | Argelia                 | Estadio Léopold Sédar Senghor, Dakar |                               |
|                                | Etebo 14' (pen.) 40' | Reporte   | Oduduwa Tope 30' (a.g.) | Árbitro(s): Hamada Nampiandra        | Árbitro(s): Hamada Nampiandra |

|                             |
| Bandera de Nigeria          |
| Campeón Nigeria 1.er título |

## Clasificados a los Juegos Olímpicos de 2016
| Bandera de Argelia | Bandera de Nigeria | Bandera de Sudáfrica |
| Argelia            | Nigeria            | Sudáfrica            |
| ------------------ | ------------------ | -------------------- |

## Goleadores
| Jugador           | Equipo    | Goles |
| ----------------- | --------- | ----- |
| Oghenekaro Etebo  | Nigeria   | 5     |
| Zinedine Ferhat   | Argelia   | 2     |
| Junior Ajayi      | Nigeria   | 2     |
| Mouhamadou Diallo | Senegal   | 2     |
| Ibrahima Keita    | Senegal   | 2     |
| Menzi Masuku      | Sudáfrica | 2     |
| Gift Motupa       | Sudáfrica | 2     |
| Haythem Jouini    | Túnez     | 2     |